# احمد کرنشی
احمد کرنشی (عربی: أحمد محمد كرنشي؛ زادهٔ ۱۹ اوت ۱۹۸۸) یک ورزشکار اهل عربستان سعودی است.
از باشگاه‌هایی که در آن بازی کرده‌است می‌توان به باشگاه فوتبال هجر عربستان سعودی، باشگاه فوتبال الاهلی عربستان سعودی، باشگاه فوتبال الانصار عربستان سعودی، باشگاه فوتبال الوحده عربستان سعودی، باشگاه فوتبال التعاون عربستان سعودی، و باشگاه فوتبال الوحده عربستان سعودی اشاره کرد.